# Лоренс (округ Браун, Вісконсин)
Лоренс (англ. Lawrence) — місто (англ. town) в США, в окрузі Браун штату Вісконсин. Населення — 6306 осіб (2020).

## Демографія
Згідно з переписом 2010 року, у місті мешкали 4284 особи в 1665 домогосподарствах у складі 1209 родин. Було 1766 помешкань
Расовий склад населення:
| - 94,8 % — білих - 2,6 % — азіатів - 0,5 % — корінних американців - 0,5 % — чорних або афроамериканців |

До двох чи більше рас належало 1,3 %. Частка іспаномовних становила 1,2 % від усіх жителів.
За віковим діапазоном населення розподілялося таким чином: 26,8 % — особи молодші 18 років, 63,8 % — особи у віці 18—64 років, 9,4 % — особи у віці 65 років та старші. Медіана віку мешканця становила 35,9 року. На 100 осіб жіночої статі у місті припадало 99,3 чоловіків;  на 100 жінок у віці від 18 років та старших — 96,7 чоловіків також старших 18 років.
Середній дохід на одне домашнє господарство  становив 110 074 долари США (медіана — 89 679), а середній дохід на одну сім'ю — 120 260 доларів (медіана — 120 341). Медіана доходів становила 72 850 доларів для чоловіків та 51 473 долари для жінок. За межею бідності перебувало 4,8 % осіб, у тому числі 0,0 % дітей у віці до 18 років та 18,5 % осіб у віці 65 років та старших.
Цивільне працевлаштоване населення становило 2965 осіб. Основні галузі зайнятості: виробництво — 19,7 %, освіта, охорона здоров'я та соціальна допомога — 14,1 %, роздрібна торгівля — 12,0 %.